# 360 (ألبوم)
360 هو ألبوم للمغنية المغربية منال ، تم إصداره في 21 مايو 2021 ، إنتاج Bench & Guess Entertainment. يضم الألبوم مزيجًا من الأنواع الموسيقية المختلفة، بما في ذلك موسيقى البوب المعاصرة والهيب هوب والتأثيرات المغربية التقليدية، مما يُظهر تنوع منال كفنانة. ويتضمن مقطوعات مشهورة مثل "نية" و"Call Me"، والتي تبرز موسيقى منال المميزة في الساحة الفنية المغربية.

## خلفية
360 هو الألبوم الأول للمغنية المغربية منال . يُظهر هذا المشروع تنوع قدراتها كفنانة، ويسلط الضوء على قدرتها على الغناء بأساليب مختلفة، مما يتعارض مع التصور الشائع في تلك الفترة بأنها مغنية راب في المقام الأول. تشتهر منال بأسلوبها المعاصر وموقفها النسوي، ولا سيما مناصرة المرأة المغربية. واستغلت منال هذا الألبوم لتعكس وجهات نظر نسائية مختلفة، وتتناول موضوعات التشجيع والحب والخيانة والتطور الذاتي.
تعاونت منال مع المنتجين بليز كيز ومونتشايلد لتوزيع وإنتاج الألبوم عامة، مع فريق الكتابة المكون من أيوب توت، بليز باتيس، منال، منير معروف، ونورالدين أشلحي. الألبوم تجريبي موسيقيًا بالنسبة لمنال، ويتضمن مجموعة متنوعة من الأساليب مثل الإيقاعات المغربية، والإيقاعات الشرقية، والإيقاعات اللاتينية. وهي مكتوبة بشكل أساسي بالمقامات والأوزان الغربية، مع إدخالات عرضية للمقامات العربية، خاصة في أغاني "نية" و"Orientale" و"Call Me". يهدف هذا التنوع في التأثيرات الموسيقية إلى خلق صوت فريد يتردد صداه لدى جمهور واسع مع الحفاظ على جذور منال الثقافية.
تسجيل 360 امتد لعدة أشهر مركزا على مزج العناصر التقليدية والحديثة لخلق سرد متماسك يمثل تعقيدات الأنوثة الحديثة. تهدف منال من خلال هذا الألبوم إلى كسر الصور النمطية وإظهار قدراتها كمغنية ومغنية راب.

## الإصدار والترويج
تم إصدار 360 في 21 مايو 2021، وهو أول ألبوم لمنال . وقد حظي الترويج للألبوم بدعم خاص من شركة Spotify، التي أصبحت متاحة في تلك الفترة في المغرب، مما لعب دورًا في تقديم الألبوم بطريقة معاصرة حديثة غير مألوفة للمغاربة التقليديين.
للترويج للألبوم، كان هناك عرض حي لمقطعي "Ice" و"ذنبي" بمشاركة فرقة AYKONZ.

## التلحين والتوزيع والموضوعات

### الأنواع الموسيقية والكلام
360 هو في الأساس ألبوم بوب وآر أند بي يحتوي على عناصر من موسيقى الراب مدمجة في مسارات معينة مثل "360" و"Sans toi" و"Django". بلتف المحتوى الغنائي للألبوم حول موضوعات التقوية والتشحيع والحب والخيانة التطوير الشخصي، مما يعكس وجهات نظر نسائية مختلفة. تدمج منال الوتريات والآلات الموسيقية الشرقية في بعض الأجزاء من الألبوم، وتمزج بين العناصر المغربية التقليدية والأساليب المعاصرة. بالإضافة إلى ذلك، يحتوي الألبوم على آلات وإيقاعات لاتينية، مثل الإيقاع تريسيلّو الثلاثي في "360" والتراب في "Sans toi".

### الأغاني
1. Ice : بمثابة مقدمة للألبوم، تتميز "Ice" بالقيثارات الكهربائية مع تأثيرات آر أند بي والبوب. تتميز الأغنية بمقاماتها الغربية وتحدد النغمة العامة للألبوم. تتحدث الأغنية عن الخيانة والبرود العاطفي، وكذلك مقاومتها والاعتماد على الذات في ذلك.
2. Call Me : تتضمن أغنية البوب هذه الطبول العربية مثل الدربوكة وآلات مثل العود والقانون وغيرها من الأوتار. استخدام الأبواق والمزامر والألحان العربية يمنحها نكهة شرقية مميزة. أما بالنسبة للكلمات فهي توكيد للحبيب أن منال موجودة دائمًا من أجله، وستوفر له الطمأنينة والدعم.
3. غي نسايه : يتميز هذا المقطع بتأثره بالجيتار وبالـR&B، وهو موزع على مقامات الغربية، مما يخلق صوتًا سلسًا وعاطفيًا. تركز الكلمات على تخطي عاشق لم يقدرها.
4. "عيطوا للبوليس" : أغنية بوب ذات تأثر لاتيني، "عيطوا للبوليس" تتضمن إيقاع التريسيلو والمزامير، مما يضيف خليطًا حيويًا وإيقاعيًا إلى هذا المقطع. تتحدث الكلمات عن التداوي بالشراء ورغبة الفتاة النهمة في شراء المزيد لتحقيق ذاتها وتجنب مشاكلها.
5. باقة باقة : تجمع بين عناصر البوب وعناصر آر أند بي المعاصرة، وتتضمن أيضًا إيقاع تريسيلو. تحكي الكلمات قصة فتاة لا تزال تشتاق إلى زوجها السابق ولم تتجاوز علاقتها السابقة.
6. ذنبي : يتميز هذا المقطع بتأثر من الآر أند بي المعاصر والبوب تعبر الكلمات عن مشاعر الارتباك في الحياة والنضال من أجل فهم ما إذا كان يجب إلقاء اللوم على النفس أم على الآخرين.
7. Orientale : مقطع موسيقي آر أند بي ذو نصف إيقاع، تتميز "أورينتال" بأوتار عربية خفيفة في خلفيتها. تحتفل الكلمات بقوة المرأة الشرقية، وتؤكد تفردها ومرونتها.
8. نية : تمزج "نية" بين موسيقى البوب والآر أند بي، وتتضمن إيقاعًا مغربيًا مميزًا بإيقاع 6/8، وجيتارًا مسكوتَا، وطبولًا مغربية مثل الطعريجة والنواقص، بالإضافة إلى الآلات العربية مثل القانون والأوتار. تتحدث الأغنية عن التخلص من السذاجة ومطالبة الرجل بالصدق والالتزام.[1]
9. Django : يتميز مقطع الـR&B هذا بالتأثيرات الأفريقية والاستوائية، مع السِنثس والمزامير والبيانو، مما يخلق مشهدًا صوتيًا غنيًا ومتنوعًا. تناقش الكلمات ارتباك الحياة بين اختيار الحب أو المال والرغبة في الحرية.
10. Comme toi : أول أغنية حزينة بالبيانو من الألبوم تتميز بمقامات غربية، وبغناء عاطفي حسّاس، وبنغمات حزينة للتشيلو والفيولا. تتحدث الكلمات عن والدها المتوفى والأثر العميق لخسارته.
11. بعيد : مقطع R&B مع خليط بالبوب يتميز بآلات إيقاعية مثل كاليمبا وآلات عربية مثل القانون. تصور الكلمات شابًا لديه أحلام وطموحات كبيرة، التي يمكننا أن نسقطها على تطلعات منال السابقة.
12. Tu m'aimes : يُغنى هذا المقطع في الغالب باللغة الفرنسية، ويجمع بين تأثيرات الريجايتون والتأثيرات اللاتينية مع إيقاع مُنَصَّف، وأبواق ومزامر، وسينثس ثمانيني، على مقامات غربية. تنتقد الأغنية حبيبا سابقا لكذبه في شخصه ولوعوده الكاذبة، مؤكدة أنه سيندم على خسارتها.
13. Sans toi : أغنية راب تراب بضع آلات معكوسة، وغناء حاد، وعناصر إيقاعية، وكلمات فرنسية. تتناول الكلمات الخيانة من صديقة قديمة مقربة.
14. 360 : أغنية راب على البوب، تتميز "360" بإيقاع التريسيلو والآلات الإيقاعية. تعلن الكلمات مرونتها وتصميمها على البقاء في صناعة الموسيقى رغم الخصوم.
15. Pardon : خاتمة الألبوم بالآر أند بي مع كلمات فرنسية، متأثر بموسيقى الراب والتراب. تمزج "Pardon" بين الغناء الناعم والإيقاعات المعاصرة، ويغلق الألبوم بنظرة تبصرية. تدور الكلمات حول مواجهة تحديات الحياة والبقاء على مقربة من أحبائك.

## قائمة الأغاني
| 1.            | "Ice"           | منال بنشليخة، منير معروف، بليز باتيس، أيوب توت | مونتشايلد، بليز كيز | 2:45  |       |       |       |       |       |       |       |       |
| 2.            | "Call Me"       | منال بنشليخة، منير معروف، بليز باتيس           | مونتشايلد، بليز كيز | 2:46  |       |       |       |       |       |       |       |       |
| 3.            | "غي نسايه"      | منال بنشليخة، منير معروف، بليز باتيس           | مونتشايلد، بليز كيز | 2:55  |       |       |       |       |       |       |       |       |
| 4.            | "عيطوا للبوليس" | منال بنشليخة، منير معروف، بليز باتيس، أيوب توت | مونتشايلد، بليز كيز | 2:30  |       |       |       |       |       |       |       |       |
| 5.            | "باقة باقة"     | منال بنشليخة، منير معروف، بليز باتيس، أيوب توت | مونتشايلد، بليز كيز | 2:48  |       |       |       |       |       |       |       |       |
| 6.            | "ذنبي"          | منال بنشليخة، منير معروف، بليز باتيس، أيوب توت | مونتشايلد، بليز كيز | 1:57  |       |       |       |       |       |       |       |       |
| 7.            | "Orientale"     | منال بنشليخة، منير معروف، بليز باتيس           | مونتشايلد، بليز كيز | 2:47  |       |       |       |       |       |       |       |       |
| 8.            | "نية"           |                                                | مونتشايلد، بليز كيز | 3:21  |       |       |       |       |       |       |       |       |
| 9.            | "Django"        | منال بنشليخة، منير معروف، بليز باتيس           | مونتشايلد، بليز كيز | 3:06  |       |       |       |       |       |       |       |       |
| 10.           | "Comme toi"     | منال بنشليخة، منير معروف، بليز باتيس           | مونتشايلد، بليز كيز | 3:24  |       |       |       |       |       |       |       |       |
| 11.           | "بعيد"          | منال بنشليخة، منير معروف، بليز باتيس           | مونتشايلد، بليز كيز | 3:04  |       |       |       |       |       |       |       |       |
| 12.           | "Tu m'aimes"    | منال بنشليخة، منير معروف، بليز باتيس           | مونتشايلد، بليز كيز | 2:57  |       |       |       |       |       |       |       |       |
| 13.           | "Sans toi"      | منال بنشليخة، منير معروف، نوردين أخلاحي        | مونتشايلد، بليز كيز | 3:03  |       |       |       |       |       |       |       |       |
| 14.           | "360"           | منال بنشليخة، منير معروف، بليز باتيس           | مونتشايلد، بليز كيز | 2:30  |       |       |       |       |       |       |       |       |
| 15.           | "Pardon"        | منال بنشليخة، منير معروف، بليز باتيس، أيوب توت | مونتشايلد، بليز كيز | 2:05  |       |       |       |       |       |       |       |       |
| المدة الكلية: | المدة الكلية:   | المدة الكلية:                                  | 41:11               | 41:11 | 41:11 | 41:11 | 41:11 | 41:11 | 41:11 | 41:11 | 41:11 | 41:11 |

## الموظفين
- منال – غناء، كاتبة
- بليز كيز – منتج وكاتب
- مونتشايلد - منتج وكاتب
- أيوب توت – كاتب
- نورالدين أشالحي – كاتبة